# Strijd om de Maasbruggen in Rotterdam
De strijd om de Maasbruggen in Rotterdam begon in de vroege ochtenduren van 10 mei 1940 en eindigde op 14 mei met de overgave van de stad na het bombardement. Het bezit van deze bruggen was van cruciale betekenis voor de Duitse aanval op Nederland. Tezamen met de bruggen bij Moerdijk en in Dordrecht vormden de Maasbruggen een corridor waardoor de Duitse hoofdmacht, met de 9e Pantserdivisie als kern, het hart van de Vesting Holland zou kunnen binnendringen en zo de strijd definitief in Duits voordeel zou kunnen beslissen. Het veiligstellen van deze corridor was - naast de aanval op Den Haag - opgedragen aan het Luftlandekorps onder bevel van Generalleutnant Student. Dit legerkorps bestond geheel uit luchtlandingstroepen, inclusief parachutisten, en had de beschikking over de nodige luchttransportcapaciteit en escorterende gevechtsvliegtuigen. De Duitse luchtlandingstroepen die bij de strijd om de Maasbruggen werden ingezet stonden ter plaatse onder bevel van Oberstleutnant (luitenant-kolonel) Von Choltitz.

## 10 mei: verrassingsaanval, tegenmaatregelen

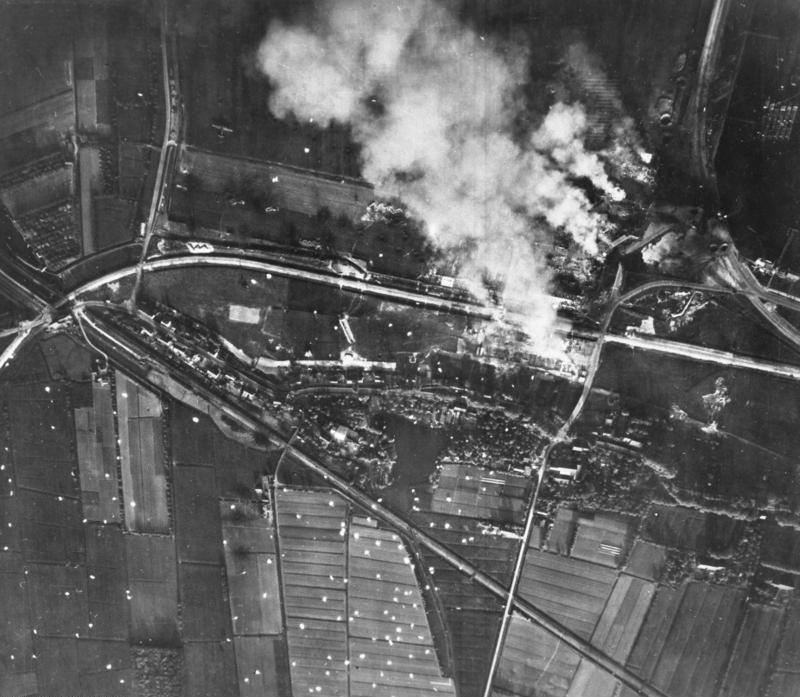
Vliegveld Waalhaven tijdens de aanval

In de vroege ochtenduren van de 10e mei landden aan weerszijden van de Maasbruggen twaalf watervliegtuigen. Hieruit kwamen ongeveer 120 Duitse soldaten, die zich in rubberbootjes begaven naar strategische punten op en nabij de Maasbruggen. Korte tijd later kregen zij versterking van een peloton van enige tientallen parachutisten die bij het Feijenoordstadion waren neergekomen. Op de noordelijke oever vormden de Duitsers een bruggenhoofd, dat geleidelijk werd uitgebreid tot enige honderden meters vanaf het noordelijke landhoofd van de Willemsbrug (de verkeersbrug over de Nieuwe Maas). Weer later bereikten luchtlandingstroepen, die op het inmiddels door parachutisten veroverde Vliegveld Waalhaven aan de grond waren gezet, het Noordereiland. Hun opmars naar de bruggen had vertraging opgelopen door 
verdedigend optreden van Nederlandse troepen in Rotterdam-Zuid. Slechts weinigen wisten uiteindelijk door te dringen tot het noordelijke bruggenhoofd, want inmiddels waren de bruggen onder Nederlands vuur komen te liggen.
In Rotterdam waren ongeveer zevenduizend Nederlandse militairen gelegerd, maar het merendeel hiervan had verzorgende en logistieke taken of was nog in opleiding en had derhalve nauwelijks, respectievelijk beperkte gevechtswaarde. Wat betreft de landmacht was slechts één infanteriebataljon, bestemd voor bewakingstaken, tot op zekere hoogte te beschouwen als bestaande uit geoefende combattanten. Daar kwam bij dat de militaire leiding ter plaatse in het geheel niet was voorbereid op een Duitse aanval in het hart van de stad.
De chaos werd nog vergroot door een onduidelijke bevelstructuur. Zo was in Rotterdam nogal wat marinepersoneel gelegerd, hoofdzakelijk bestaande uit circa 450 mariniers (beroepsmilitairen, en gevechtstroepen bij uitstek), die echter voor het merendeel nog in opleiding waren, en ongeveer evenveel zeemiliciëns (dienstplichtig vlootpersoneel). Deze marinetroepen stonden rechtstreeks onder de minister van Defensie. Hun commandant, kolonel Von Frijtag Drabbe, had opdracht naar bevind van zaken te handelen. Kolonel Scharroo, die het bevel voerde over de landmacht in de stad, had over deze 'maritieme middelen' formeel dus geen enkele zeggenschap. Ondanks dit alles kwamen al vrij spoedig Nederlandse tegenmaatregelen – soms met geïmproviseerde eenheden van gemêleerde samenstelling - van de grond.
De Duitsers in het noordelijke bruggenhoofd werden al kort na hun aankomst door acties van Nederlandse verbanden teruggedrongen tot posities in de onmiddellijke omgeving van het gebouw van de Nationale Levensverzekeringbank, recht tegenover het noordelijke uiteinde van de Willemsbrug. Zij leden tijdens die eerste gevechten aanzienlijke verliezen. Hun situatie werd er niet beter op toen Nederlandse militairen van land- en zeemacht wisten door te dringen tot nabijgelegen panden met een goed schootsveld: het Witte Huis en het Maashotel. Uit dat laatste gebouw werden de Nederlanders echter verdreven toen de Duitsers er vanaf het Noordereiland in slaagden het Maashotel in brand te schieten.
De Duitse posities op de Maasbruggen waren eerder op de dag ook onder kanon- en mitrailleurvuur komen te liggen van twee Nederlandse marineschepen (De TM51 en de Z5). Het eerstgenoemde schip werd buiten gevecht gesteld door een Duitse luchtaanval en het andere trok zich later terug nadat het zijn munitie had verschoten. Om substantiëlere steun te kunnen geven wilde de marine nog een zwaardere eenheid in de strijd werpen, namelijk de torpedobootjager Van Galen. Dit schip had echter technische problemen met zijn luchtafweer en dat werd op de Nieuwe Waterweg, die nauwelijks manoeuvreerruimte bood, fataal. De Van Galen werd onderweg naar Rotterdam door Duitse Stuka's tot zinken gebracht.
Ondanks de Nederlandse tegenmaatregelen op de eerste oorlogsdag waren de bruggen nog volledig intact en de Duitsers niet uit het noordelijke bruggenhoofd verdreven, zij het dat zij wel geïsoleerd waren geraakt van hun strijdmakkers op het Noordereiland.

## 11 en 12 mei: toenemende nervositeit
Na de hectische eerste oorlogsdag stabiliseerde zich de militaire situatie in de Maasstad. Wel stuurde het Algemeen Hoofdkwartier, ter versterking van de verdediging, nog 3500 man infanterie naar Rotterdam. De Nederlandse troepen namen over een breed front op de noordelijke oever van de Nieuwe Maas verdedigende posities in om een eventuele Duitse oversteek van de rivier het hoofd te kunnen bieden.
In de stad heerste ondertussen een nerveuze stemming. De vrees voor acties van een vijfde colonne en valse geruchten over Duitse troepenbewegingen in het noordelijk deel van de stad, leidden tot nodeloze activiteit onder de verdedigers. Herhaaldelijk kwam het voor dat Nederlandse militairen elkaar onder vuur namen.
De vijandelijkheden in de omgeving van het Duitse bruggenhoofd en langs de Nieuwe Maas gingen intussen door. Beide partijen bestookten elkaar met mortieren en artillerie. Nederlandse bommenwerpers die van Schiphol waren opgestegen vielen op 11 mei de Willemsbrug aan, maar hun bommen troffen geen doel. In plaats daarvan kregen enkele panden op het Noordereiland voltreffers. De volgende dag waren Nederlandse bommenwerpers actief boven Rotterdam-Zuid en werd vliegveld Waalhaven gebombardeerd. Eveneens op de 12e mei voerden de Duitsers een aantal luchtbombardementen uit op specifieke doelen. Als gevolg hiervan ging onder andere de marinierskazerne in vlammen op. De mariniers wisten de kazerne zonder verliezen en met medeneming van uitrusting en munitie te ontruimen.
De burgerbevolking van het Noordereiland had het door de bommen en beschietingen zwaar te verduren. Woonhuizen werden getroffen en hier en daar brak brand uit. Op de westelijke punt van het eiland ging een groot aantal woonhuizen in vlammen op. Er ontstond voedselschaarste, en gebrek aan drinkwater door gesprongen leidingen. Verzoeken vanuit de burgerij om het Noordereiland te mogen verlaten en elders een veilig heenkomen te zoeken werden echter door de Duitse militaire leiding afgewezen. Alleen kinderen beneden de tien jaar en hun moeders mochten gaan. Dit komt erop neer dat de burgerbevolking op het Noordereiland door de Duitsers werd gebruikt als levend schild.

## 13 mei: tegenaanval mariniers
Op de avond van de 12e mei werd duidelijk dat de tanks van de 9e Pantserdivisie elk moment in Rotterdam zouden kunnen verschijnen. Hoe kon men beletten dat die tanks over de Willemsbrug verder zouden binnendringen in het hart van de Vesting Holland en zo de strijd definitief in Duits voordeel zouden beslissen? Besloten werd om in de vroege ochtend van de 13e mei een tegenaanval te ondernemen. Het infanteriebataljon dat hiervoor werd aangewezen arriveerde echter te laat in de Maasstad, zodat men opnieuw een beroep moest doen op de mariniers, die al vanaf de eerste oorlogsdag vrijwel onafgebroken in gevecht waren geweest. Doel van die tegenaanval was het bezetten van het Noordelijke landhoofd van de Maasbruggen, teneinde die te kunnen opblazen voordat de Duitse hoofdmacht de aanval over de bruggen zou inzetten.
Nederlandse troepen die de tegenaanval zouden uitvoeren konden niet alleen onder vuur worden genomen vanaf het Noordereiland, maar ook vanuit het vijandelijke bruggenhoofd, met name door de circa 50 Duitsers die zich hadden verschanst in en rond het gebouw van de Nationale Levensverzekeringbank, recht tegenover de Willemsbrug. Betrouwbare inlichtingen over de Duitse posities ontbraken echter. Ook de coördinatie van de tegenaanval liet veel te wensen over, en de opdrachten die de betrokken commandanten kregen waren vaag.
De middelen om dit Duitse bruggenhoofd uit te schakelen, dan wel stormrijp te maken, waren wel degelijk beschikbaar. In en om Rotterdam stonden twaalf stukken 10,5 centimeter geschut van een afdeling veldartillerie opgesteld. Die kwam echter niet tijdig in actie, en slaagde er bovendien niet in om accuraat vuur uit te brengen. Voorts waren een compagnie mortieren en twee pantserwagens, elk voorzien van een 37 mm kanon, beschikbaar. Met soortgelijke middelen waren de Duitsers er op de eerste oorlogsdag in geslaagd de Nederlanders uit het Maashotel te verdrijven. De mortieren werden echter in het geheel niet ingezet omdat de betrokken commandant verklaarde dat zijn wapens op het gebouw van de Nationale Levensverzekeringbank onvoldoende uitwerking zouden hebben. Een van de pantserwagens bracht tijdens de aanvalsactie wel vuur uit op dat gebouw, maar werd al spoedig getroffen door Duits antitankgeschut en moest de strijd staken.
De Nederlandse tegenaanval, die het dus moest stellen zonder betrouwbare inlichtingen en zonder adequate vuursteun, werd uitgevoerd door een compagnie mariniers en een compagnie geformeerd uit personeel van het marinedepot in Kralingen, waar zowel mariniers als zeemiliciëns waren gelegerd. De eerstgenoemde compagnie zou vanuit oostelijke en de andere vanuit westelijke richting oprukken. Zij kwamen niet gelijktijdig in actie, maar na elkaar. Dit kwam de effectiviteit van de tegenaanval niet ten goede.
De compagnie mariniers kwam als eerste in actie. De andere compagnie liet op zich wachten, en men wilde gebruikmaken van de ochtendschemering. Een sectie van de compagnie mariniers slaagde erin via een omtrekkende beweging de Willemsbrug te bereiken en daar mitrailleurs in stelling te brengen, maar ontving vervolgens hevig vuur vanuit het gebouw van de Nationale Levensverzekeringbank, vanaf de spoorbrug en vanaf het Noordereiland. Er vielen doden en gewonden, waarna de sectie zich terugtrok. Enkele mariniers raakten geïsoleerd en vonden een schuilplaats onder het wegdek, bij een van de pijlers van de brug. Pas de volgende dag, na het bombardement, zouden zij die schuilplaats verlaten om zich aan de Duitsers op het Noordereiland over te geven. Van hen zijn vele foto's bekend geworden omdat de Duitse propagandadienst (PK) bij hun overgave aanwezig was.
De opmars van de overige secties van de eerste compagnie liep vast door vijandelijk vuur. Inmiddels was ook de tweede compagnie op het gevechtsterrein gearriveerd. Deze rukte op tot dicht bij het gebouw van de Nationale Levensverzekeringbank, maar kwam onder hevig mitrailleur- en mortiervuur te liggen. Aanzienlijke verliezen waren hiervan het gevolg, waarna ook deze aanvallers zich terugtrokken.
Later is bekend geworden dat de Duitsers in het gebouw van de Nationale Levensverzekeringbank tijdens de Nederlandse tegenaanval op het punt hebben gestaan om zich over te geven. Het heeft dus weinig gescheeld, maar de tegenaanval was mislukt.

## 14 mei: bombardement, overgave

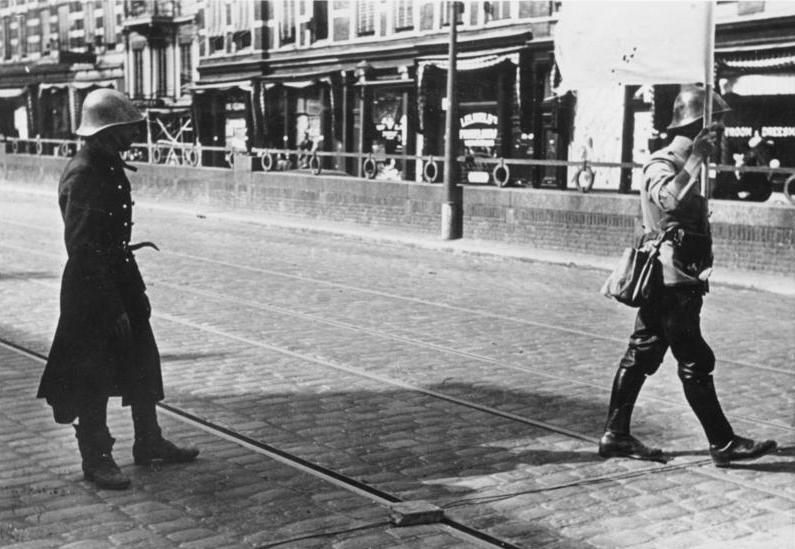
Nederlandse onderhandelaar in de Van der Takstraat. Links een der gevangengenomen mariniers die onder de brug had geschuild

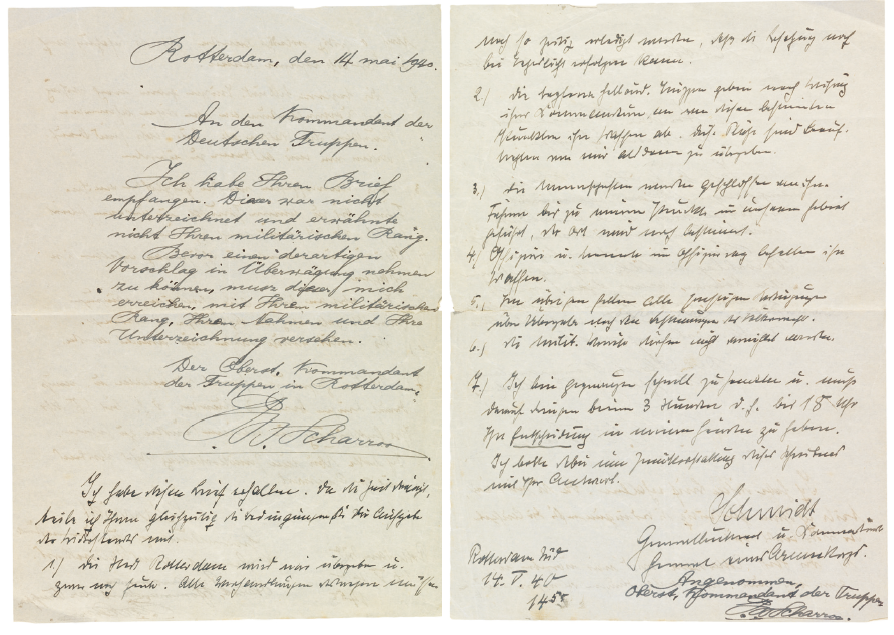
Het tweede capitulatiedocument

Hoewel de Nederlanders er niet in waren geslaagd om het Duitse bruggenhoofd aan de noordzijde van de Willemsbrug op te ruimen, was de Duitse legerleiding er niet gerust op dat de 9e Pantserdivisie nu ongehinderd zou kunnen uitbreken naar het noordelijke deel van de stad. Men vreesde hardnekkige tegenstand van Nederlandse kant, mede gebaseerd op de zware verliezen aan tanks die zij de dag voordien in en om Dordrecht hadden geleden. Verder wilde men de Duitse troepen die aan de mislukte aanval op Den Haag hadden deelgenomen, zo snel mogelijk uit hun benarde positie in vijandelijk gebied verlossen. Een en ander leidde ertoe dat lokaal werd besloten tot een tactisch luchtbombardement om de verdediging te verzwakken. De Luftwaffe werd echter door de tandem Göring / Kesselring anders geïnstrueerd. Zij diende een groot oppervlaktebombardement uit te voeren. Door dit bombardement ontstond brand, die zich door de straffe wind snel kon uitbreiden. Een groot aantal woningen ging in vlammen op. Een en ander had tot gevolg dat ook de burgerbevolking het slachtoffer werd van deze luchtaanval. Hierdoor kreeg het bombardement - bedoeld of onbedoeld, de meningen lopen uiteen - een meer strategisch karakter. Het psychologische effect was enorm en dat droeg niet alleen bij aan de snelle overgave van de stad, maar ook aan de algehele capitulatie van de Nederlandse strijdkrachten.

## Beeldvorming
De gevechtsacties van de mariniers in Rotterdam zijn later in de fantasie uitgegroeid tot gebeurtenissen van mythische proporties. Zo deden nog jaren na de oorlog verhalen de ronde als zouden mariniers met het mes tussen de tanden de Maas zijn overgezwommen om de Duitsers in man-tegen-mangevechten te lijf te gaan.
Verder zouden de mariniers in hun donkerblauwe uniformen, vanwege hun standvastig verzet tijdens de strijd om de Maasbruggen, door de Duitsers "Die schwarzen Teufel" (De Zwarte Duivels) zijn genoemd. Hiervoor bestaat echter geen bewijs.
Een en ander neemt niet weg dat hun inzet tijdens de strijd om de Maasbruggen in Rotterdam respect afdwingt. Dit komt formeel tot uitdrukking door de toekenning, in 1946, van de Militaire Willems-Orde aan het Korps Mariniers.
Wellicht ten overvloede moet worden opgemerkt dat ook andere Nederlandse militairen van zowel land- als zeemacht een belangrijk aandeel in de strijd te Rotterdam hebben geleverd.